# Musée Rolls-Royce
 (juin 2018).
Si vous disposez d'ouvrages ou d'articles de référence ou si vous connaissez des sites web de qualité traitant du thème abordé ici, merci de compléter l'article en donnant les références utiles à sa vérifiabilité et en les liant à la section « Notes et références ».
Le Musée Rolls-Royce se situe dans le quartier Gütle de la ville de Dornbirn en région autrichienne Vorarlberg. Il est consacré aux années pendant lesquelles chaque engin Rolls-Royce était un modèle unique.  

## Origine de la collection
Franz Vonier, né à Sankt Gallenkirch dans le Montafon et sa femme Hilde Vonier, fondèrent ensemble à Klaus en 1986 un atelier de réparation Rolls-Royce et réunirent une collection de véhicules des années 1923 à 1939. Leurs trois fils Ferdinand, Johannes et Berhard Vonier participèrent activement à son développement. En 1999, la famille Vonier la rendit accessible au public en ouvrant un musée. 

## Caractéristiques de la collection
La collection comprend une centaine de véhicules originaux Rolls-Royce, ainsi qu’une centaine de pièces détachées. Les véhicules sont pour certains en état de marche et sont parfois prêtés pour des occasions et sorties spéciales.

## Le musée (1999-2017)
Le bâtiment date de 1862. Il abritait jusqu’en 1992 une ancienne filature de F.M. Hämmerle et se situe à proximité de l’entrée de la gorge Rappenloch, au pied du mont Karren de Dornbirn. Le musée était réparti sur les trois étages de la filature et présentait la collection complète des véhicules. 

## Le musée aujourd’hui.

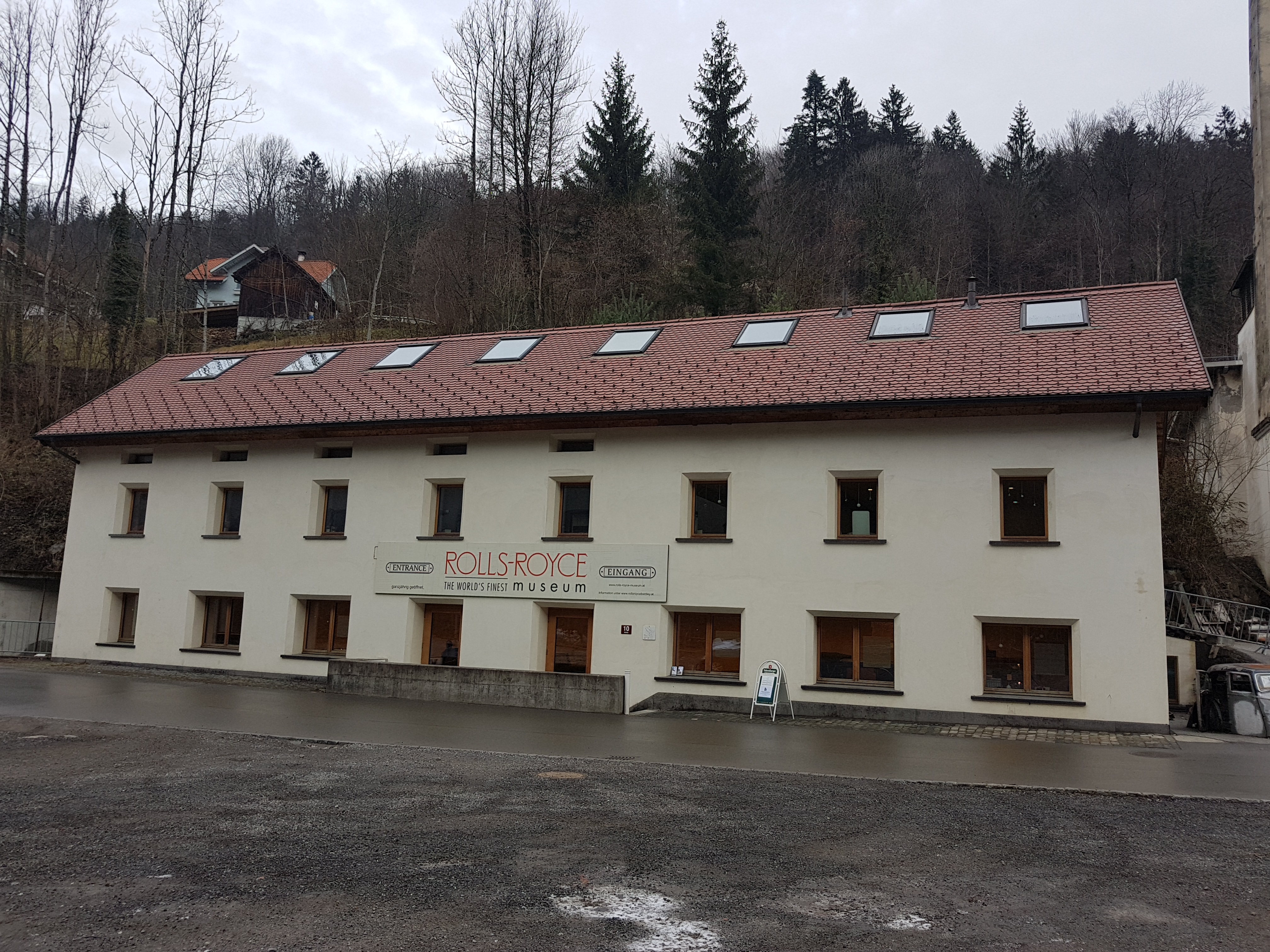
Le deuxième musée Rolls-Royce à Gütle.

Fin 2017, le musée Rolls-Royces dut déménager à Dornbirn et fut réorganisé. Le nouveau musée est plus petit et plus ciblé. Il continue de présenter les étapes importantes de la marque entre 1925 et 1939 au fil de la collection Vonier. Il se trouve dans la première bâtisse à l’entrée de la zone industrielle Gütle. Le bâtiment réhabilité témoigne du style des années 1920 et 1930. Les pièces de collection peuvent être approchées librement. Des supports multimédias facilitent l’accès aux archives. Dans l’atelier de restauration attenant, le public peut admirer un savoir-faire aujourd’hui presque oublié. 